# ことばの杜
ことばの杜（ことばのもり）は、元NHKのアナウンサーらによって作られた任意団体である。

## 概要
NHKで初めて女性のアナウンス室長となった山根基世は、室長就任後も現場にこだわり続けた。
任期満了後、それまではNHK放送研修センター・日本語センターに移籍するのが筋であったが、山根はここでも現場にこだわり続け、新たに組合を立ち上げることを決意。2007年6月にNHKを退職後、先輩の広瀬修子（定年後跡見学園女子大学教授）、後輩の宮本隆治（2007年3月にNHK退職）に声をかけ、さらに事務会計方のスタッフ2名を加えた計5名が資金を出し合って、有限責任事業組合として結成した。
基本的にNHK・民放を問わず出演し、これまでの経験を生かして様々な社会貢献を行うことを、活動の柱に挙げている。今後大量に発生する団塊の世代のNHK退職者にも参加を呼びかけており、嘱託職員としての契約が切れた松平定知も、2007年12月に加入した。
2013年度をもって有限責任事業組合を解散し、任意団体へと移行。

## アナウンサー
（組合員加入順）
- 山根基世（代表）
- 広瀬修子
- 宮本隆治
- 松平定知（2007年12月加入）
- 好本惠（2010年9月加入）